# Det Konservative Folkeparti
Det Konservative Folkeparti (KF), dänisch für Konservative Volkspartei, ist eine politische Partei in Dänemark.

## Geschichte
Die Konservativen gingen 1915 aus der parlamentarischen Rechten (Højre) hervor. Die Partei vertrat damals vor allem die Interessen des Bürgertums in den größeren Städten. Das Verhältnis zur rechtsliberalen Partei Venstre wechselte zwischen Partnerschaft und Konkurrenz. In den 1950er Jahren wurde auf Initiative des Venstre-Vorsitzenden Erik Eriksen über den Zusammenschluss beider Parteien verhandelt, was jedoch an den Konservativen scheiterte. Die ursprüngliche Aufteilung des bürgerlichen Lagers in eine Partei des städtischen Bürgertums und eine Vertretung landwirtschaftlicher Interessen lebt bis heute in der Verteilung der Hochburgen beider Parteien fort: Die Konservativen sind besonders in Kopenhagen, in Frederiksberg und im Nordosten der Insel Seeland erfolgreich, Venstre in den ländlich strukturierten Regionen wie West- und Südjütland. Die konservative Stammwählerschaft rekrutiert sich besonders aus Industrie und Handwerk, Selbständigen, Beamten und Teilen der Mittelschicht. Die Konservativen treten für eine freie Marktwirtschaft und einen schlanken Sozialstaat ein.
Der Stimmenanteil der Partei lag vor der Erdrutschwahl von 1973 um die 20 %, ging aber nach dem Auftauchen von Mogens Glistrups populistischer Fortschrittspartei auf Werte um 5 % zurück. Neben der Fortschrittspartei, zu der viele Stammwähler übergelaufen waren, waren es vor allem hausgemachte Personalquerelen, die die Traditionspartei an den Rand der Existenz brachten. Erst nachdem Poul Schlüter Vorsitzender und 1982 auch Ministerpräsident geworden war, ging es mit der Partei wieder bergauf, nach Ende seiner Zeit als Ministerpräsident aber stetig abwärts. In den 1990er Jahren gab es erneute personelle Auseinandersetzungen, die zu einem Absturz in der Wählergunst 1998 führten. Der zuvor recht unbekannte Bendt Bendtsen konnte die Partei vorübergehend wieder sammeln und 2001 in die Regierung führen. Sie war von 2001 bis 2011 an einer Minderheitsregierung mit der rechtsliberalen Venstre unter Duldung der nationalkonservativen Dänischen Volkspartei beteiligt.
Unter Bendtsens Nachfolgerin Lene Espersen flammten die alten Flügelkämpfe wieder auf. Im Januar 2011 wurde Justizminister Lars Barfoed neuer Parteivorsitzender. Im Parlamentswahlkampf 2011 versuchte sich die Partei aus der festen Bindung an die rechtspopulistischen Mehrheitsbeschaffer zu befreien und forderte einen Strategiewechsel der bürgerlichen Parteien mit dem Ziel, in der Wirtschafts-, Steuer- und Ausländerpolitik neue Mehrheiten in der Mitte des politischen Spektrums zu suchen. Die Wählerschaft zeigte sich jedoch zusätzlich verunsichert, so dass die Konservativen im September 2011 das schlechteste Ergebnis ihrer langen Parteigeschichte hinnehmen mussten. Sie bildeten anschließend die kleinste Fraktion im dänischen Parlament. Bei der Folketingswahl 2015 unterbot die Partei unter dem Vorsitzenden Søren Pape Poulsen ihr bis dato schlechtestes Ergebnis erneut, war aber ab November 2016 an der Regierung von Ministerpräsident Lars Løkke Rasmussen (Venstre) beteiligt. 2019 konnten sich die Konservativen wieder etwas stabilisieren, mussten allerdings in die Opposition. Nachdem den Konservativen in Umfragen zeitweise die Führungsposition innerhalb des „blauen Blocks“ zugetraut wurde, stürzten ihre Popularitätswerte im Vorfeld der Folketingswahl 2022 ab, nachdem mehrere Skandale um ihren Vorsitzenden Poulsen bekannt wurden. Die Partei musste leichte Verluste hinnehmen und blieb in der Opposition.

## Folketingswahlen
Seit Einführung des Verhältniswahlrechts 1918 (Quelle: Folketingets Oplysning)
| - 1918 18,3 % - 1920 (I) 19,6 % - 1920 (II) 18,8 % - 1920 (III) 17,9 % - 1924 18,9 % - 1926 20,6 % - 1929 16,5 % - 1932 18,7 % - 1935 17,9 % - 1939 17,7 % | - 1943 21,0 % - 1945 18,2 % - 1947 12,8 % - 1950 17,8 % - 1953 (I) 17,3 % - 1953 (II) 16,8 % - 1957 16,6 % - 1960 17,9 % - 1964 20,1 % - 1966 18,7 % | - 1968 20,4 % - 1971 16,7 % - 1973 9,2 % - 1975 5,5 % - 1977 8,5 % - 1979 12,5 % - 1981 14,5 % - 1984 23,4 % - 1987 20,8 % - 1988 19,3 % | - 1990 16,0 % - 1994 15,0 % - 1998 8,9 % - 2001 9,1 % - 2005 10,3 % - 2007 10,4 % - 2011 4,9 % - 2015 3,4 % - 2019 6,6 % - 2022 5,5 % |

## Parteispitze
| Politische Anführer gewählt von der Fraktion - John Christmas Møller 1928–1947 - Ole Bjørn Kraft 1947–1955 - Aksel Møller 1955–1958 - Poul Sørensen 1958–1969 - Poul Møller 1969–1971 - Erik Ninn-Hansen 1971–1974 - Poul Schlüter 1974–1993 - Henning Dyremose 1993 - Hans Engell 1993–1997 - Per Stig Møller 1997–1998 - Pia Christmas-Møller 1998–1999 - Bendt Bendtsen 1999–2008 - Lene Espersen 2008–2011 - Lars Barfoed 2011–2014 - Søren Pape Poulsen 2014–2024 - Mona Juul seit 2024 |  | Vorsitzende gewählt vom Parteitag - Emil Piper 1916–1928 - Charles Tvede 1928–1932 - John Christmas Møller 1932–1939 - Vilhelm Fibiger 1939–1948 - Halfdan Hendriksen 1948–1957 - Einar Foss 1957–1965 - Knud Thestrup 1965–1972 - Erik Haunstrup Clemmensen 1972–1974 - Poul Schlüter 1974–1977 - Ib Stetter 1977–1981 - Poul Schlüter 1981–1993 - Torben Rechendorff 1993–1995 - Hans Engell 1995–1997 - Per Stig Møller 1997–1998 - Poul Andreassen 1998–2000 - Bendt Bendtsen 2000–2008 - Lene Espersen 2008–2011 - Lars Barfoed 2011–2014 - Søren Pape Poulsen 2014–2024 - Michael Ziegler (stellvertretend) seit 2024 |